# Jaques Samuel Pianos
Jaques Samuel Pianos ist ein Unternehmen in London. Es stimmt, repariert, vermietet und verkauft Klaviere und vermietet Übungsräume mit Pianinos und Flügeln, veranstaltet Wettbewerbe und besitzt einen Konzertsaal. Eigentümer sind Stefan Freymuth und Terence Lewis.

## Geschichte
Jaques Samuel war von Beruf Klavierstimmer. Er emigrierte zusammen mit seiner Ehefrau Erna in den 1930er Jahren aus Österreich ins Vereinigte Königreich und ließ sich in Notting Hill nieder, wo er in seinem erlernten Beruf arbeitete, nebenbei aber auch Klaviere, die er aufgearbeitet hatte, in neue Hände vermittelte. Daraus sollte einmal das größte unabhängige Klavierhaus Londons werden. 1940 verlegte Samuel sein Geschäft aus seinem Wohnzimmer in Notting Hill in eine andere Liegenschaft. 1965 verkaufte er es an Edward Mandel und zog aus gesundheitlichen Gründen nach Österreich zurück, wenig später starb er. Im Todesjahr Samuels wurde Jaques Samuel Pianos, wie die Firma weiterhin hieß, ein sogenanntes Bechstein House. Unter anderem betreute sie die Klaviere der BBC. 
1972 zog Jaques Samuel Pianos in das Haus 142 Edgware Road. 
1975 wurde  das Queen-Album A Night at the Opera mit einem Flügel von Jaques Samuel Pianos aufgenommen. Es handelte sich um einen C. Bechstein, Modell V. Auch für die Aufnahme von Hey Jude wurde ein Bechstein aus dem Hause Jaques Samuel Pianos verwendet. 
1996 wurde Terence Lewis Managing Direktor bei Jaques Samuel Pianos. Das Geschäft wurde damals komplett umgestaltet. Ein erster Übungsraum wurde den Geschäftsräumen hinzugefügt. Im selben Jahr wurde Jaques Samuel Pianos Music Retailer of the Year.
Bis 2018 stieg die Zahl der Übungsräume, die Jaques Samuel Pianos stundenweise vermietete, auf 16 an. 1999 starb Edward Mandel. 
Zu den Kunden gehören bzw. gehörten András Schiff, Daniil Trifonov, Herbie Hancock, Angela Hewitt und Boris Giltburg, der 2020 sämtliche Klaviersonaten Beethovens auf Fazioli-Instrumenten einspielen wollte. Ein Teil der Aufnahmen sollte bei Jaques Samuel Pianos, Faziolis Londoner Showroom, erstellt werden.
Jaques Samuel Pianos betreut Veranstaltungsorte wie das Barbican Centre und die Wigmore Hall und Festivals wie Glastonbury und richtet seit 1996 die Jaques Samuel Pianos Intercollegiate Piano Competition aus. 2011 gewann der Chinese Chiyan Wong diesen Wettbewerb, 2019 Dmitrii Kalashnikov. Ferner gibt es auch das Jaques Samuel Piano Festival.
Im Corona-Sommer 2020 bot die Grange Park Opera Online-Konzerte und andere Veranstaltungen an, darunter auch ein Konzert von Pavel Kolesnikov, für das ein Instrument aus dem Hause Jaques Samuel Pianos verwendet wurde.
Zu den ausgefallensten Service-Leistungen, an die sich Terence Lewis in einem Interview anlässlich seines 25-jährigen Jubiläums bei Jaques Samuel Pianos erinnerte, gehörte die Gestaltung eines bettförmigen Klaviers für Cry Baby Kreisler, das 1997 Premiere hatte. Anfang des 21. Jahrhunderts kaufte man ein Anwesen in der Wigmore Street, in der ein weiterer Showroom, aber auch ein Konzertsaal, die Bechstein Hall, eingerichtet wurde. Lewis' Idee war, dort Kurzkonzerte von etwa einer Stunde Dauer anzubieten, durch deren Besuch die Londoner die rush hour umgehen konnten.